# Municipio Totolapa
Koordinaten: 16° 33′ N, 92° 41′ W
Totolapa ist ein Municipio im mexikanischen Bundesstaat Chiapas. Das Municipio hat 6375 Einwohner und eine Fläche von 169,1 km². Verwaltungssitz und größter Ort im Municipio ist das gleichnamige Totolapa.
Der Name Totolapa kommt aus dem Nahuatl und bedeutet „Fluss der Vögel“.

## Geographie
Das Municipio Totolapa liegt im Zentrum des mexikanischen Bundesstaats Chiapas auf Höhen zwischen 400 m und 2500 m. Es zählt zur Gänze zur physiographischen Provinz der Sierra Madre de Chiapas und liegt vollständig in der hydrologischen Region Grijalva-Usumacinta. Die Geologie des Municipios wird zu 47 % von schluffigem Sandstein bestimmt bei 27 % Konglomeratgestein, 9 % Kalkstein, 8 % Tuff und 7 % Alluvionen; vorherrschende Bodentypen sind der Phaeozem (30 %), Luvisol (27 %) und Regosol (26 %). Gut 51 % der Gemeindefläche dienen dem Ackerbau, 42 % sind bewaldet, 5 % werden als Weideland genutzt.
Das Municipio Totolapa grenzt an die Municipios Teopisca, San Cristóbal de las Casas, Chiapilla, San Lucas, Acala, Venustiano Carranza und Nicolás Ruiz.

## Bevölkerung
Beim Zensus 2010 wurden im Municipio 6375 Menschen in 1358 Wohneinheiten gezählt. Davon wurden 321 Personen als Sprecher einer indigenen Sprache registriert, darunter 286 Sprecher des Tzotzil. Knapp 30 Prozent der Bevölkerung waren Analphabeten. 1967 Einwohner wurden als Erwerbspersonen registriert, wovon 94 % Männer bzw. 0,4 % arbeitslos waren. 55 % der Bevölkerung lebten in extremer Armut.

## Orte
Das Municipio Totolapa umfasst 17 bewohnte localidades, von denen lediglich der Hauptort vom INEGI als urban klassifiziert ist. Zwei Orte wiesen beim Zensus 2010 eine Einwohnerzahl von über 500 auf, elf Orte hatten weniger als 100 Einwohner. Die größten Orte sind:
| Ort                | Einwohner |
| Totolapa           | 4596      |
| Ponciano Arriaga   | 0795      |
| Villa de Guadalupe | 0281      |
| Santa Cecilia      | 0210      |